# Daïra de Tipaza
La daïra de Tipaza est une des daïras berbérophones d'Algérie située dans la wilaya de Tipaza et dont le chef-lieu est la ville éponyme de Tipaza.

## Localisation
La daïra est située au nord de la wilaya de Tipaza.

## Communes de la daïra
La daïra est composée d'une seule commune : Tipaza.